# Instytut Badań nad Renesansem i Barokiem im. Jana i Piotra Kochanowskich
Instytut Badań nad Renesansem i Barokiem im. Jana i Piotra Kochanowskich – państwowa instytucja kultury działająca w latach 2023–2024 z siedzibą w Zamościu podległa Ministerstwo Nauki i Szkolnictwa Wyższego.

## Historia
Instytut powstał w listopadzie 2023 na mocy zarządzenia Przemysława Czarnka, Ministera Edukacji i Nauki w drugim rządzie Mateusza Morawieckiego. Przedmiotem działania instytutu jest:
1. popularyzacja dziedzictwa kulturowego Pierwszej Rzeczypospolitej, w tym upowszechnianie badań naukowych z tego zakresu oraz wspieranie studiów nad kulturą staropolską;
2. wspieranie badań naukowych z zakresu literatury i kultury staropolskiej oraz upowszechnianie ich wyników;
3. integracja krajowego i międzynarodowego środowiska naukowego zajmującego się kulturą staropolską, w tym zwłaszcza literaturą i kulturą renesansu i baroku;
4. tworzenie, prowadzenie i rozwijanie baz danych związanych z przedmiotem działalności instytutu;
5. wspieranie Akademii Zamojskiej w prowadzeniu badań naukowych w zakresie historii literatury polskiej i pedagogiki oraz działalności edukacyjnej i kulturalnej, związanych z przedmiotem działalności Instytutu[1][2].

W grudniu 2023 na osobę pełniącą obowiązki dyrektora powołano Mirosława Lenarta. Powołano także dwunastoosobową Radę Naukową oraz zatrudniono trzech pracowników.
W styczniu 2024 Minister Nauki w trzecim rządzie Donalda Tuska Dariusz Wieczorek postawił instytut w stan likwidacji z uwagi na wysokie koszty jego funkcjonowania niewspółmierne do zamierzonych do uzyskania przez Instytut efektów, a także możliwość realizowania zadań statutowych Instytutu przez podmioty systemu szkolnictwa wyższego i nauki, których działalność statutowa jest związana z literaturą i kulturą staropolską, w tym wspieraniem badań naukowych z tego zakresu. Likwidacja zakończyła się w listopadzie 2024.